# Neomyia splendida
Neomyia splendida är en tvåvingeart som först beskrevs av Adams 1905.  Neomyia splendida ingår i släktet Neomyia och familjen husflugor. Inga underarter finns listade i Catalogue of Life.